# Schleuse und Schöpfwerk Neuhaus
Schleuse und Schöpfwerk Neuhaus an der Schleusenstraße 1a in der niedersächsischen Samtgemeinde Land Hadeln, Gemeinde Neuhaus, im Landkreis Cuxhaven, stammen aus den 1930er Jahren. Aktuell (2024) wird die Anlage noch genutzt.
Die Anlage steht unter Denkmalschutz (siehe auch Liste der Baudenkmale in Neuhaus (Oste)).

## Geschichte und Beschreibung
Die Besiedelung des Ortes fand um 1000 nach Christus auf den Wurten rund um die Aue, Oste und Elbe statt. Die Abführung des Wassers in den Niederungen der Küstengebiete ist erforderlich, da das Gelände mit nur geringem Gefälle oft unter dem mittleren Tidehochwasser liegt. In den 1920er und 1930er Jahren baute der Landkreis mehrere Schöpfwerke (41 an der Oste), die das Wasser in die Haupt- oder Vorfluter der jeweils nächsten Höhenstufe pumpten. Die Bauten sind einheitlich, aber durchaus unterschiedlich aus Backstein gebaut, zumeist mit leichten Anklängen an expressionistische Architekturformen.
Dieses zweigeschossige schlichte Schöpfwerk Aue in Backstein mit ziegelgedecktem Walmdach und mit zahlreichen nördlichen rechteckigen Fensteröffnungen entstand 1936 an der Aue und am Neuhaus-Bülkauer Kanal zur Entwässerung der umliegenden Flächen. Die Aue ist ein linker südwestlicher Nebenfluss der Oste.
Die Schleuse steht zwischen den beiden Auearmen. Ein weiteres kleines Schöpfwerk wurde 1950 (Inschrift) gebaut.
Das Landesdenkmalamt befand u. a.: „… geschichtliche und städtebauliche Bedeutung …“